# Morlancourt British Cemetery N°2
Le   Morlancourt British Cemetery N°2 (Le Cimetière britannique N°2 de Morlancourt )  est un cimetière militaire de la Première Guerre mondiale situé  sur le territoire de la commune de Morlancourt, dans le département de la Somme, à l'est d'Amiens.

## Localisation
Ce cimetière est situé à l'ouest du village. Il est accessible après avoir emprunté sur 250 m un chemin vicinal dont l'entrée est située en face de la Rue des Moulins.

## Histoire

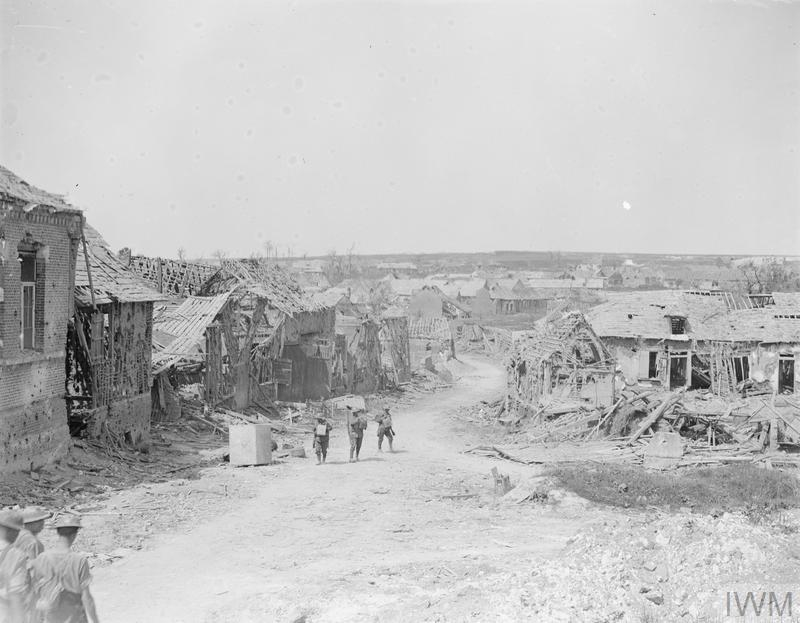
Soldats britanniques dans les ruines de Morlancourt en aôut 1918.

Le village de Morlancourt est resté loin des combats jusqu'en mars 1918, date à laquelle il se trouva sur la ligne de front lors de l'Offensive du printemps de l'armée allemande. Evacué de tous ses habitants, le village tomba aux mains des Allemands en avril 1918. Complètement détruit à la suite des bombardements, Morlancourt ne fut repris définitivement que le 9 août 1918 par  le Cambridge Regiment et ses chars.

Ce cimetière a été commencé en août 1918 pour inhumer les victimes des combats lors de la reprise du village.

Le cimetière comporte 56 sépultures de la Première Guerre mondiale, dont deux non identifiées: 55 Britanniques et un Australien
.

## Caractéristiques
Ce cimetière a un plan rectangulaire de 17 m sur 13. Il est entouré d'un muret de moellons sur 3 côtés et d'une haie d'arbustes sur le côté de l'entrée. Il est accessible après avoir franchi un pont de 5 m de long au-dessus d'un fossé.

## Sépultures
| Pays        | Sépultures |
| ----------- | ---------- |
| Royaume-Uni | 55         |
| Australie   | 1          |
| Total       | 56         |

## Galerie

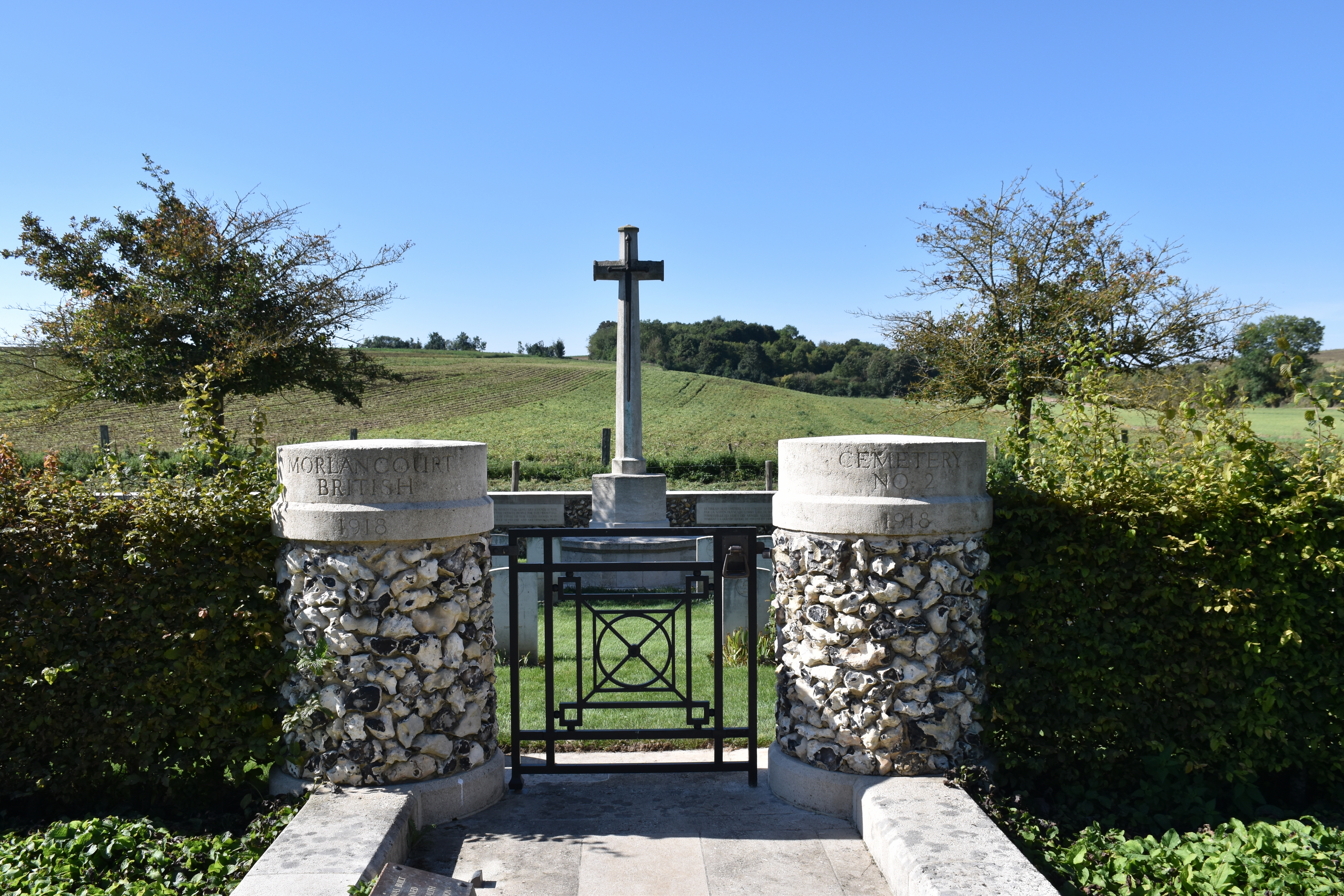
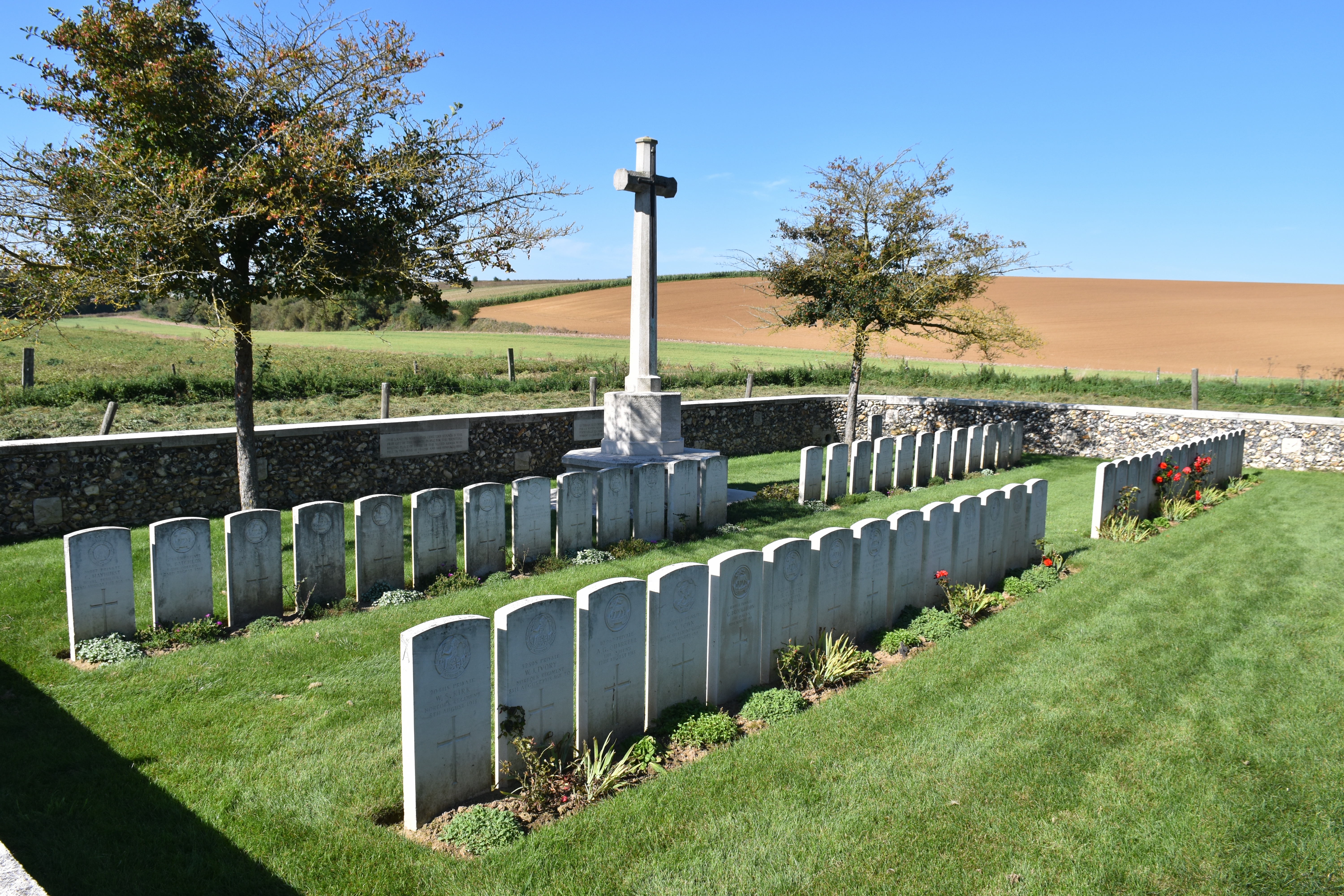
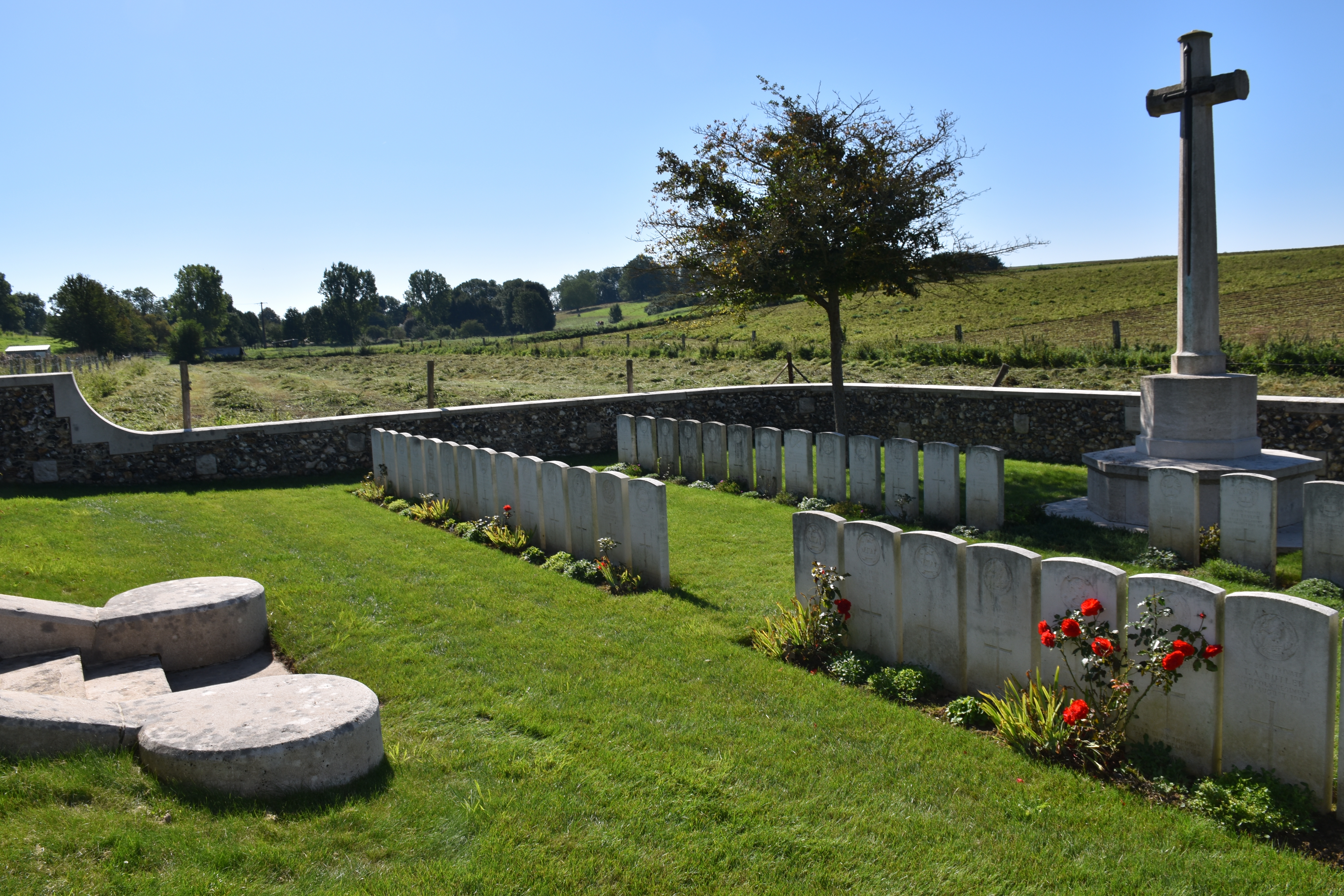
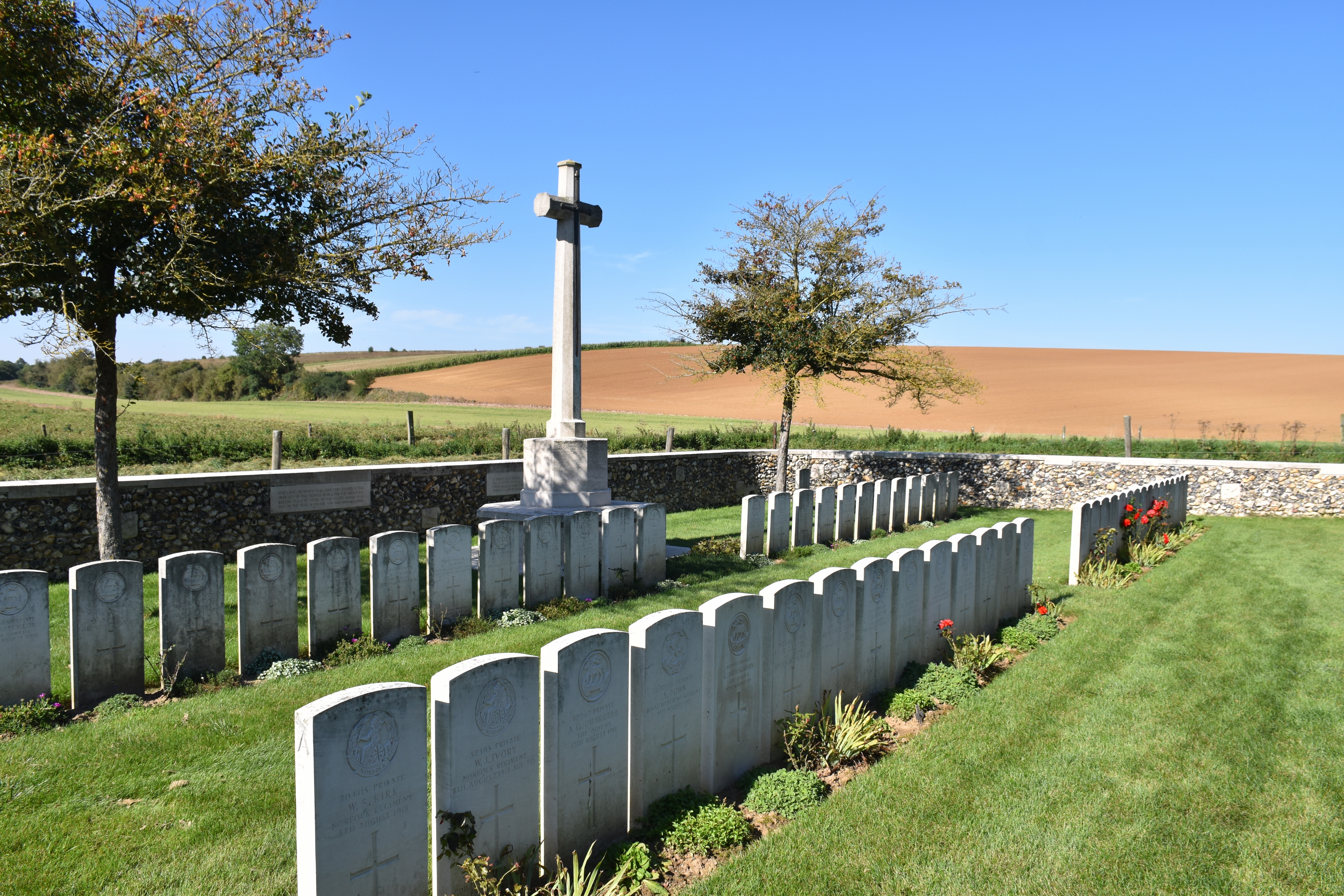
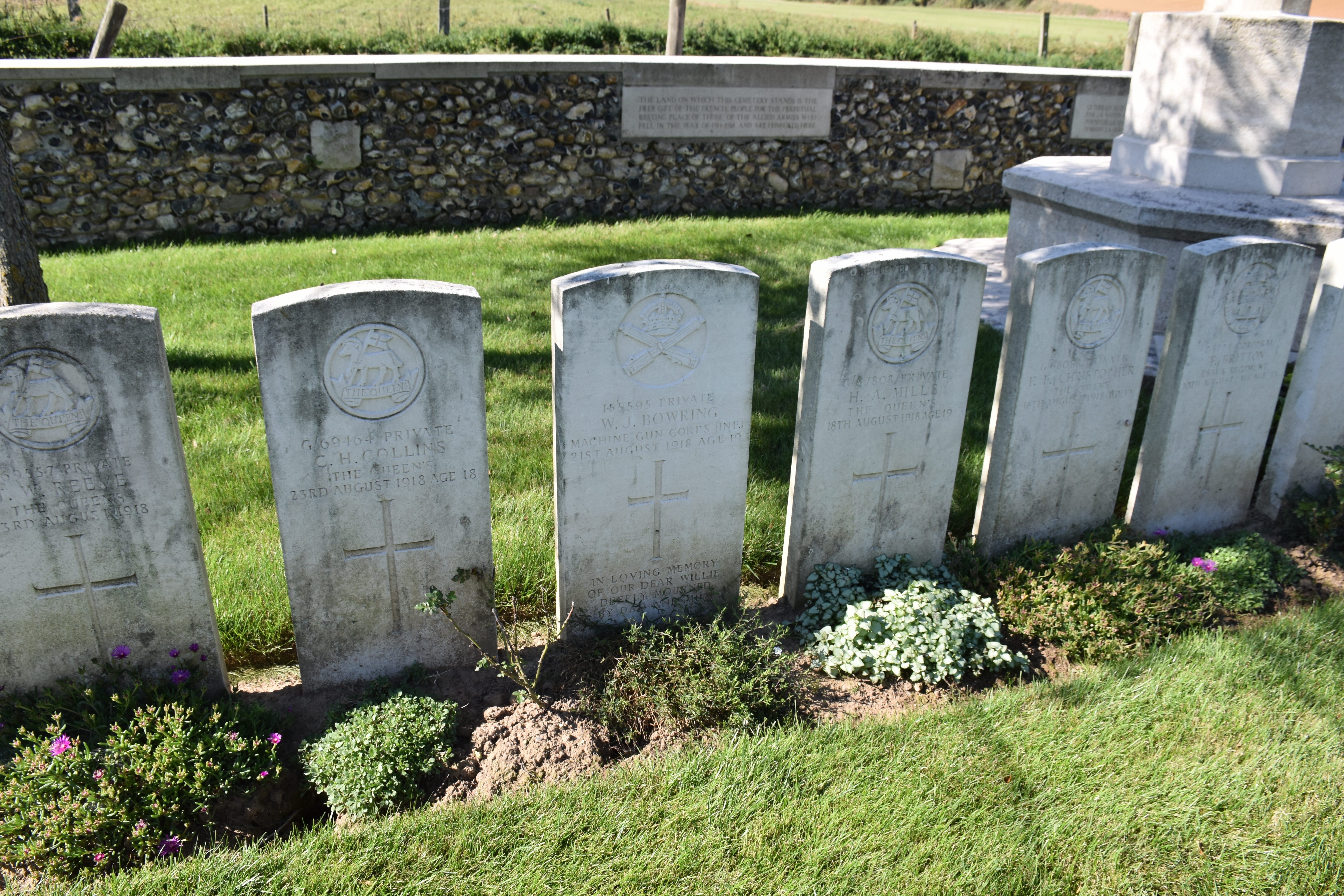
Soldats britanniques tombés les 21, 22 et 23 août 1918.
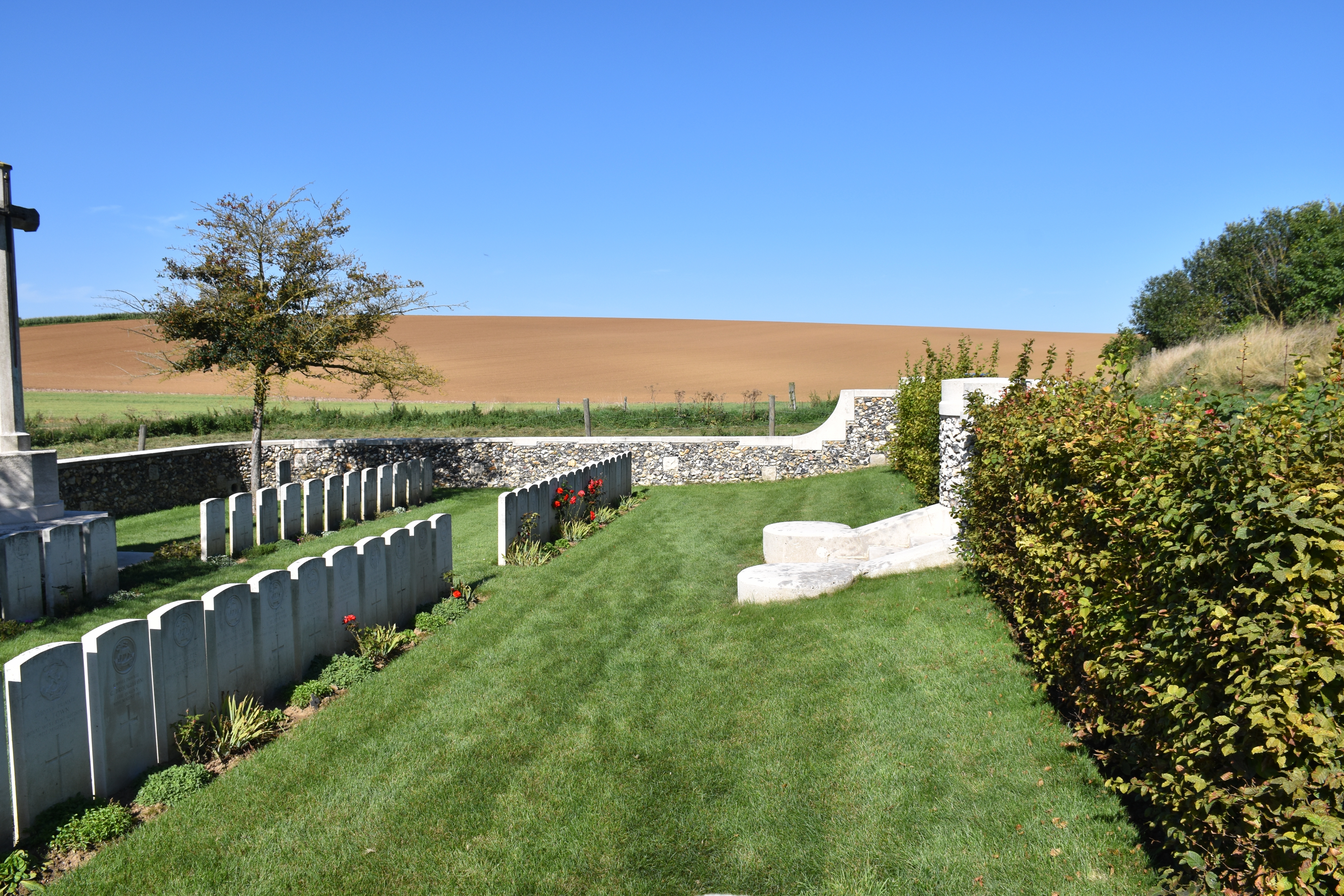
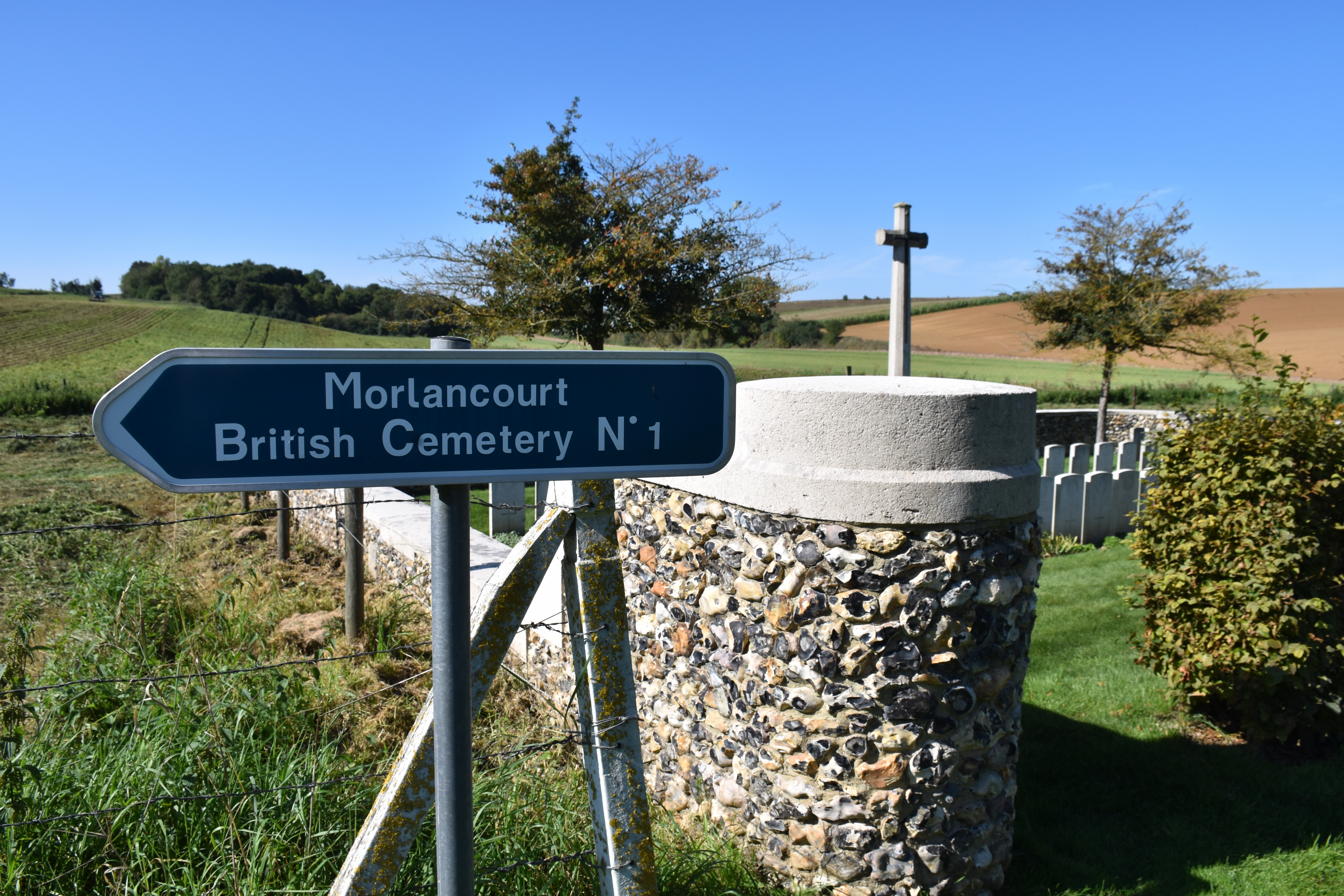
Le cimetière N°1 est situé à environ 500m.